# Montagnes Filchner
Les montagnes Filchner (en anglais : Filchner Mountains et en allemand : Filchnerberge) sont un groupe de montagnes à onze kilomètres au sud-ouest des montagnes Drygalski (en), à l'extrémité ouest des monts Orvin de la Terre de la Reine-Maud, en Antarctique.
Elles ont été découvertes par l'expédition antarctique allemande de 1938-1939 dirigée par le capitaine Alfred Ritscher, et nommées d'après Wilhelm Filchner, chef de l'expédition allemande dans la région de la mer de Weddell en 1911-1912.